# Gorteriinae
Sous-tribu
Classification APG III (2009)
Les Gorteriinae sont une sous-tribu de plante à fleurs de la famille des Astéracées.

## Liste des genres
Selon NCBI (19 nov. 2010) :
- genre Berkheya
- genre Berkheyopsis
- genre Cullumia
- genre Cuspidia
- genre Didelta
- genre Gazania
- genre Gorteria
- genre Heterorhachis
- genre Hirpicium